# Московка (Гагарінський район)
Московка (рос. Московка) — присілок Гагарінського району Смоленської області Росії. Входить до складу Покровського сільського поселення.
Населення — 9 осіб. 